# Chu Quý phi (Minh Anh Tông)
Hiếu Túc Chu Hoàng hậu (chữ Hán: 孝肅周皇后; 30 tháng 10, 1430 - 16 tháng 3, 1504), là một phi tần của Minh Anh Tông Chu Kỳ Trấn và là sinh mẫu của Minh Hiến Tông Chu Kiến Thâm.
Vị Đế mẫu đầu tiên được táng cùng Hoàng đế trong Đế lăng, Chu Thái hậu được biết đến là người ngoa độc hẹp hòi, được biết đến vì bịt đường hầm mộ nguyên phối Hoàng hậu của Minh Anh Tông là Hiếu Trang Duệ Hoàng hậu, không cho Hiếu Trang Duệ Hoàng hậu hợp táng cùng Minh Anh Tông chung với bà tại Dụ lăng. Sự việc này đã bị ghi trong Minh sử.

## Tiểu sử
Hiếu Túc Hoàng thái hậu mang họ Chu (周氏), sinh ngày 14 tháng 10 (âm lịch) năm Tuyên Đức thứ 5 (1430), xuất thân từ Xương Bình. Bà là con gái Cẩm y vệ tặng Ninh quốc công Chu Năng (周能), có em trai là Khánh Vân hầu Chu Thọ (周寿), Trường Ninh bá Chu Úc (周彧). Bấy giờ bà xuất thân hàn vi, vào cung làm cung nữ, do có dung mạo xinh đẹp mà bà được Anh Tông sủng hạnh.
Năm Chính Thống thứ 11 (1446), bà sinh hạ con đầu lòng là Hoàng trưởng nữ Trọng Khánh công chúa, và đến năm thứ 12 (1447) thì bà sinh ra Hoàng trưởng tử Chu Kiến Thâm, là con trai trưởng của Anh Tông. Không lâu sau khi sinh, Chu Kiếm Thâm trở thành Hoàng thái tử. Năm thứ 14 (1449), xảy ra Sự biến Thổ Mộc bảo, Minh Anh Tông bị bắt. Giữa lúc đó, Tôn Thái hậu lập Thành vương Chu Kỳ Ngọc lên ngôi, tức Cảnh Thái Đế. Dưới sức ép của Thái hậu, Cảnh Thái Đế vẫn để con trai bà làm Hoàng thái tử, nhưng đến khi Anh Tông trở về và ở Nam Cung, Chu Kiến Thâm bị phế. Năm Cảnh Thái thứ 6 (1455), bà sinh ra con trai thứ 6 của Anh Tông là Chu Kiến Trạch (朱见泽).
Năm Đinh Sửu (1457), Anh Tông phục vị, tấn phong Chu thị làm Quý phi, địa vị chỉ sau Tiền hoàng hậu. Khi ở địa vị Quý phi, lại sinh ra Thái tử, Chu thị có vẻ xem thường Tiền hoàng hậu tàn phế. Có khi trước mặt Thái tử, đối với Hoàng hậu vô lễ khiến Anh Tông phải quát mắng, nhưng Tiền hoàng hậu lại khuyên nên lấy Thái tử làm trọng.

## Thái hoàng triều Minh
Năm Thiên Thuận thứ 8 (1464), Minh Anh Tông băng hà, Thái tử Chu Kiến Thâm kế vị, tức Minh Hiến Tông.
Hoàng đế tôn Tiền hoàng hậu và Chu Quý phi làm Hoàng thái hậu. Bấy giờ xảy ra tranh cãi, một số cận thần hoạn quan khuyên Hiến Tông chỉ độc tôn Chu Quý phi làm Hoàng thái hậu; nhưng các Đại học sĩ Lý Hiền (李贤), Bành Thời (彭时) phản đối, vì Tiền hoàng hậu là Hoàng hậu đích mẫu, không thể chỉ tôn Chu Quý phi một mình, nên kiến nghị cùng tôn "Lưỡng cung Thái hậu". Để tỏ rõ đích thứ khác biệt, triều thần dâng tôn hiệu cho Tiền Thái hậu là "Từ Ý Hoàng thái hậu", còn Chu Thái hậu không có tôn hiệu, chỉ được gọi là Hoàng thái hậu. Theo sử ghi lại, cứ hằng ngày đến thỉnh an, không việc gì mà Thái hậu yêu sách mà Hiến Tông dám từ chối.
Năm Thành Hóa thứ 23 (1487), tháng 4, sau khi Tiền Thái hậu qua đời, Minh Hiến Tông tôn hiệu cho Chu Thái hậu thành Thánh Từ Nhân Thọ hoàng thái hậu (聖慈仁壽皇太后). Cùng năm đó, Hiến Tông cũng băng hà, cháu trai bà là Chu Hữu Đường kế vị, tức Minh Hiếu Tông. Là tổ mẫu của một Hoàng đế, Chu thị được tôn làm Thái hoàng thái hậu. Hiếu Tông đối Chu Thái hậu hiếu thuận, thậm chí còn phá cách triệu Sùng vương Chu Kiến Trạch ra vào thăm Thái hậu.

## Qua đời
Năm Hoằng Trị thứ 17 (1504), vào ngày 1 tháng 3 (âm lịch), Chu Thái hoàng thái hậu qua đời.
Bấy giờ bà là thân phận phi tần, dù sinh ra Hoàng đế nhưng thụy hiệu của bà cũng không có đế thụy Duệ (睿) của chồng, không như chính thất Hiếu Trang Duệ hoàng hậu. Ban đầu, Minh Hiếu Tông không theo quy chế, vẫn tôn Đế thụy cho bà, gọi là [Hiếu Túc Trinh Thuận Khang Ý Quang Liệt Phụ Thiên Thừa Thánh Duệ Hoàng hậu; 孝肅貞順康懿光烈輔天承聖睿皇后]. Sau do các Đại học sĩ là Lưu Kiện (刘健), Tạ Thiện (谢迁) cùng Lý Đông Dương (李东阳) tấu nghị phải bỏ chữ "Duệ" đi, Hiếu Tông mới tuân theo, giữ lại tôn hiệu Thái hoàng thái hậu mà không xưng Hoàng hậu, tuy phụng thần vị lên Phụng Tiên điện nhưng không thể lên Thái miếu. Như vậy, thụy hiệu của bà viết đầy đủ là Hiếu Túc Trinh Thuận Khang Ý Quang Liệt Phụ Thiên Thừa Thánh Thái hoàng thái hậu (孝肅貞順康懿光烈輔天承聖太皇太后).
Tuy được hợp táng ở Dụ Lăng, nhưng bà không được phối thờ ở Thái miếu mà ở một điện riêng biệt ở Phụng Tiên điện, để phân biệt ngôi thứ vậy. Từ đó triều Minh theo lệ này, các Hoàng hậu vốn không phải đích thì thờ ở đấy. Sang năm Gia Tĩnh, án chiếu theo hai vị Thái hậu Kỷ thị và Thiệu thị - phi thiếp của con trai bà là Hiến Tông, thần vị của bà sửa từ Thái hoàng thái hậu thành [Hoàng hậu]. Từ ấy, các sinh mẫu của Minh Mục Tông là Hiếu Khác Đỗ Thái hậu, sinh mẫu của Minh Thần Tông là Hiếu Định Lý Thái hậu đều án theo như vậy, tuy có thể gọi Hoàng hậu, nhưng không có Đế thụy.

## Hậu duệ
Hiếu Túc Chu Thái hậu có 3 người con:
1. Trọng Khang công chúa [重慶公主; 1446 - 1499], hạ giá lấy người ở An Dương là Chu Cảnh (周景), một thư sinh thích đọc sách được Anh Tông yêu quý. Thời Hiến Tông, đảm nhận Phủ sự phủ Tôn Nhân, hai vợ chồng đều sống rất vui vẻ. Có con trai tên Chu Hiền (周賢).
2. Minh Hiến Tông Chu Kiến Thâm [朱見深].
3. Chu Kiến Trạch [朱见泽; 2 tháng 5, 1455 - 27 tháng 8, 1505], tước Sùng vương (崇王), thụy hiệu Giản (簡).